# Tixtlancingo
Tixtlancingo es una localidad del estado mexicano de Guerrero. Es parte del municipio de Coyuca de Benítez.

## Toponimia
El nombre «Tixtlancingo» proviene de los términos en náhuatl: textli, masa de maíz; tzin, diminutivo; co, locativo. Su significado es «En la masita de maíz».

## Demografía
| Gráfica de evolución demográfica |
|                                  |

| Censo | Población |
| ----- | --------- |
| 1900  | 1 056     |
| 1910  | 854       |
| 1921  | 549       |
| 1930  | 1 699     |
| 1940  | 1 687     |
| 1950  | 999       |
| 1960  | 1 174     |
| 1970  | 1 818     |
| 1980  | 2 153     |
| 1990  | 2 867     |
| 2000  | 3 633     |
| 2010  | 3 635     |
| 2020  | 3 602     |